# 忽略所有規則
「忽略所有規則」（英語：Ignore all rules，通稱IAR）是维基百科的一个规则，它允許在必要時違反其他規則。其在中文維基百科的原文是：「如果有規則妨礙你恰當地改進或維護維基百科，請忽略該規則。」（原文加粗）。此規則源於維基百科創始人之一拉里·桑格的提議，意在鼓勵維基百科編輯者勇於添加內容，不要過分拘泥於規則，特別是格式上的規則。但是，桑格後來批評稱此規則對維基百科社群帶來不良影響。
維基百科社群著有其他論述來明確和擴展此規則，例如《何謂「忽略所有規則」》。此規則在不全盤否定維基百科規則體系的前提下，容許編輯者在必要時偶爾違反規則。2012年的一項針對英文維基百科的研究表明，在“頁面存廢討論”（Articles for Deletion）中，提及「忽略所有規則」的辯論方獲勝的可能性更高。維基百科的批評者則對此規則意見不一：有人認為此規則被嚴重濫用，也有人認為用得太少 。

## 歷史
維基百科在2001年1月15日創立時只有極少規則，需要社群通過討論逐步建立更多。:318拉里·桑格在「待考慮規則」頁面中提出「忽略所有規則」:318，隨後獲得社群通過。 桑格後來解釋稱，他的用意只是告訴編者們做出貢獻前不要過分糾結各種格式和規則細節。桑格聲稱他最先創想此規則時只是一個臨時的、帶點幽默的過渡措施:318，沒想到其他人居然認真看待。
原版的《忽略所有規則》全文如下：
如果某項規則讓你感到恐慌和壓抑，不再希望參與維基，那麼可以完全無視它，自行其是。
現在的《忽略所有規則》全文如下：
如果有規則妨礙你恰當地改進或維護維基百科，請忽略該規則。
在《開源2.0》（Open Sources 2.0）中，桑格表示《忽略所有規則》的提案、正式通過、獲得執行都是「諷刺性的」、「無可置疑的錯誤」，因為讓他難以執行其他規則。桑格認為，若當初設立一紙《始創社群章程》（founding community charter），將可以更有效地緩解維基百科社群的各種問題。但是，他也承認最初的一些決定（包括《忽略所有規則》）的確「有助於項目起步」。:329

## 意義
「忽略所有規則」的意思是，若遵守規則會導致反效果，維基百科編者便可以依個案情況違反規則。「忽略所有規則」在不破壞維基規則體系的前提下，允許編者運用自身能動性，補充官僚制度。字面上來說，「忽略所有規則」是一個悖論，因其被收錄入維基百科規則集中，「導致違反規則正常化」。:583–585「忽略所有規則」可視為理髮師悖論的一種變體。
維基百科論述《何謂忽略所有規則》澄清了《忽略所有規則》的適用範圍。根據這篇不具強制力的論述，《忽略所有規則》不能用來無差別地辯護任何行為，也不免除編者對自己行為應負的責任；《忽略所有規則》實際上鼓勵的是，人們應運用自己的常識判斷正誤，也容許新手不必熟識每一項方針與指引即可下筆。
有研究認為，在創想之時，《忽略所有規則》在某種程度上「承認了早期的編者時常會遇到任何既有規則都不能適用的特殊情況」。在維基百科成長壯大之後，其意義便已大大減低：在2015年，「已經幾乎找不到任何既定規則沒有覆蓋的情形」。
此規則與維基百科的第五大「支柱」「維基百科不墨守成規」密切相關。桑格也曾提出過另一個維基百科指引《勇於更新頁面》，並稱二者「精神內涵相似」。

## 實際應用
2012年，《美國行為科學》期刊（American Behavioral Scientist）發佈了一項研究，分析了英文維基百科的“頁面存廢討論”（Articles for Deletion，簡稱「AFD」）中編者和管理員的行為。研究表明，「忽略所有規則」在討論中得到了很大的考慮比重：若「保留」一方提及「忽略所有規則」，此頁面就更有可能得到保留；反之亦然。此研究另外發現，若「保留」一方提及此規則同時提及「關注度指引」，就能進一步提高保留的機率；但「刪除」一方卻不能以同樣方式提高刪除機率。更奇怪的是，若一名管理員以《忽略所有規則》作為支持刪除的理據，文章則反而更容易獲得保留。研究結論稱，《忽略所有規則》實際效果為「提升個人的效能、降低官僚制度的影響」。:588–590
在《诚信合作：维基百科的文化》一書中，作者小约瑟夫·雷格尔（Joseph M. Reagle Jr.）指出，「忽略所有規則」是一種「聰明」的制度，有值得褒揚之處；但是，正如《何謂忽略所有規則》所述，要真的「忽略所有規則」還是有前提的。雷格尔認為，另一篇維基百科指引《遊戲維基規則》更能準確闡述維基百科社群的精神（《遊戲維基規則》規定編者不得利用技術性的細節曲解維基百科方針）。他批評稱，《忽略所有規則》過於籠統，經常被誤解甚至曲解。
在《維基百科與開放政治》（英語：Wikipedia and the Politics of Openness）中，作者纳撒尼尔·特卡奇（Nathaniel Tkacz）指出，即便有《忽略所有規則》存在，編者若想保護自己的編輯不受回退或刪除，仍然不應該真的去「忽略所有規則」。他進一步認為，即便規則可以隨時間演變，「維基百科是要墨守成規的」。
在一篇Slate發表的文章中，維基媒體基金會受託人委員Dariusz Jemielniak批評維基百科的官僚主義過於嚴重；他特別指出維基百科站內有很多規限何時可以、何時不能忽略規則的論述，認為這表明《忽略所有規則》「實際上被拋在一邊」。他進一步提議在維基百科社群設立一個「反官僚主義戰略小隊」，促進《忽略所有規則》的使用。另一位評論家Auerbach也認為，《忽略所有規則》（和其他方針與指引一樣）已經失去應有的效力和尊重，淪為遊戲規則者的擋箭牌。